# Tocqueville-en-Caux
Tocqueville-en-Caux ist eine französische Gemeinde mit 141 Einwohnern (Stand: 1. Januar 2022) im Département Seine-Maritime in der Region Normandie. Sie gehört zum Arrondissement  Dieppe und zum Kanton Luneray. Die Einwohner werden Tocquevillais genannt.

## Geographie
Tocqueville-en-Caux liegt etwa 28 Kilometer südsüdwestlich von Dieppe an der Saâne. Umgeben wird Tocqueville-en-Caux von den Nachbargemeinden Vénestanville im Norden, Rainfreville im Norden und Nordosten, Royville im Osten, Biville-la-Rivière im Süden und Südwesten, Sassetot-le-Malgardé im Süden, Bretteville-Saint-Laurent im Südwesten sowie Brametot im Westen.

## Bevölkerungsentwicklung
| Jahr                      | 1962 | 1968 | 1975 | 1982 | 1990 | 1999 | 2006 | 2013 |
| Einwohner                 | 195  | 174  | 124  | 132  | 119  | 129  | 104  | 125  |
| Quelle: Cassini und INSEE |      |      |      |      |      |      |      |      |

## Sehenswürdigkeiten
- Kirche Saint-Pierre aus dem 11. Jahrhundert